# Żosały
Żosały (kaz. Жосалы) – wieś w Kazachstanie, w obwodzie kyzyłordyńskim. W 2015 roku mieszkało w niej 19 131 mieszkańców.
We wsi obecny jest przemysł spożywczy i włókienniczy.

## Mauzoleum
20 kilometrów na północny zachód od wsi znajduje się Mauzoleum Korkyt Aty.